# 米尾賢人
米尾 賢人 (よねお けんと、2007年10月5日 - ) は、日本の俳優、アーティスト。龍宮城 のメンバー。KENTとして活動。
福島県出身。スターダストプロモーション新人部所属。龍宮城のメンバー。

## 略歴
EBiDAN加入後、BATTLE BOYSの6th STAGE 楽曲選抜メンバーとして『君とずっと』をリリース。リリースイベントも多数行った。
EBiDAN NEXTの選抜ユニット「M！DANCERS」として『Honest』と『カチカク』の2曲を配信リリース。その後、「M！DANCERS」から「TEAM M！」へ名称変更し活動延長することがM!LKのYouTubeチャンネル内にて発表された。
「TEAM M！」では『Hug Hug Hug』、『Run on this my way』、『ebidance』を配信。『Hug Hug Hug』はEBiDAN NEXTのYouTubeチャンネル内で配信されており、再生回数は3万回を超えている。

## 人物
身長は172cmで血液型はB型。
趣味は野球と体を動かすことで、野球はお父さんに習っていたという。
珠算準2級と暗算準初段の資格を持ち、特技はそろばんとフラッシュ計算である。

## 出演

### ライブ
2021年
「M！LK BEST L！VE TOUR〜Thank you for your smile〜」
- Zepp Fukuoka (7月30日)
- Zepp Sapporo (8月6日)
- Zepp Osaka Bayside (8月11日)
- Zepp Nagoya (8月12日)
- Zepp Tokyo (8月19日)

### ラジオ
- FM76.2 ラジオ3「ヒトリ歩き」毎週金曜22時 -

### 舞台
- FAKE MOTION 2022 SMR LIVE SHOW（2022年10月12日 - 13日、かつしかシンフォニーヒルズ） - 支倉恒美  役
- 舞台「音楽劇　秘密を持った少年たち」 （2023年11月17日(金)～23日(木・祝) 全10公演会場：日本青年館ホール）

### テレビドラマ
- 0年0組 -アヴちゃんの教室-（2023年1月7日 - 4月16日、日本テレビ）[4]
- 秘密を持った少年たち（2023年10月7日〈予定〉 - 、日本テレビ） - スー / 久保勧 役[5]